# Anna Sewardová
Anna Sewardová (12. prosince 1747, Eyam, Derbyshire – 25. března 1809, Lichfield, Staffordshire) byla anglická spisovatelka a básnířka v období romantismu. Byla nazývána labutí z Lichfieldu.

## Literární aktivity
Literárně se stýkala s Williamem Hayleyem, Erasmem Darwinem, Thomasem Dayem, a Richardem Egeworthem. Její práce jsou často sentimentální a melancholické. Spolu s Charlotou Smithovou je považována za hlavní obnovitelku sonetů. Udržovala také bohatou korenspodenci (Robert Southey, Samuel Taylor Coleridge, Walter Scott), která byla po její smrti souborně vydána.

## Život
Anna byla dcerou duchovního Thomase Sewarda a Elizabethy Huterové, jediným dítětem ze čtyř sourozenců, které se dožilo dospělosti. V roce 1750 byl otec přeložen do Lichfieldu, kde spisovatelka strávila zbytek života. Měla dobré vzdělání, lepší, než většina mužů ve své době. Od roku 1780, kdy zemřela její matka, převzala péči o otcovu domácnost. Po roce 1790, kdy Thomas Seward zemřel, žila sama až do své smrti s rentou 400 liber. Její literární inspirací byla adoptovaná sestra Honora Sneydová, jejíž sňatek a brzkou smrt v podobě negativních emocí zaznamenala ve svých básních. V současnosti existují domněnky, že Annin vztah k Honoře byl lesbického charakteru.
Je pohřbena v lichtfieldské katedrále, vedle svých rodičů.

## Dílo
- Elegy on Captain Cook, 1780; Jamese Cooka zde připodobňuje Orfeovi v koloniálním 18. století[8]
- Monody on the Death of Major André, 1781
- Louisa: A Poetical Novel in Four Epistles, 1784
- Collection of Original Sonnets, 1799
- Memoirs of the Life of Dr. Darwin, 1804
- The Poetical Works of Anna Seward with Extracts from Her Letter and Literary Correspondence, 1810, s úvodem od Waltera Scotta